# Genofobie

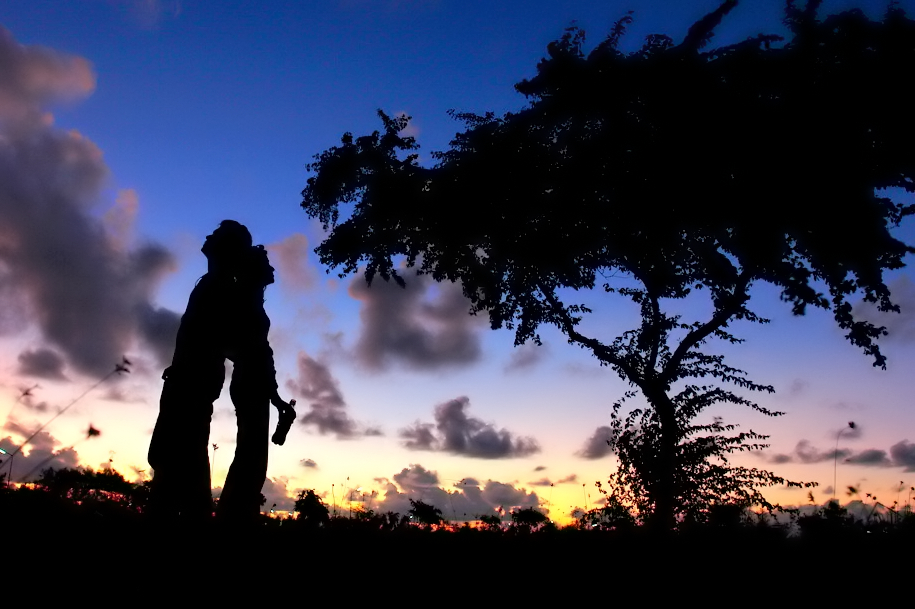
Genofobie může negativně ovlivnit sexuální život postižené osoby

Genofobie (ze starořeckých slov genos - potomek, fobos - strach) je patologický strach z pohlavního styku, potažmo ze samotné penetrace (tj. proniknutí), postihující muže i ženy. V psychologické praxi se jedná o poměrně vzácnou fobii. Je nutné zmínit, že lidé trpící touto fobií si zcela běžně hledají partnery, chodí na rande anebo se líbají, ale v okamžiku, kdy dojde k sexuálnímu aktu, se jich zmocní panický strach, který je mnohdy doprovázen somatickými jevy jako např. třes, pocení nebo křeče. Genofobie tedy, stejně jako jakákoliv jiná fobie, spoutává lidskou mysl a brání tělu, v tomto případě, k proniknutí.
Sex je důležitým aspektem lidského života a genofobie může mít negativní dopady na lidi trpící touto poruchou. Někteří lidé se proto rozhodnou žít nepohlavním životem, najít smysl a naplnění mimo sexuální oblast. Avšak ti, kteří se rozhodnou pro asexualitu ze strachu, místo toho, aby měli jasnou volbu, se často cítí nenaplnění a osamělí.

## Příčiny
Jako každá fobie, i genofobie má své příčiny. Ty mohou nastat v důsledku znásilnění, psychického traumatu z dětství, kdy dítě nevědomky bylo svědkem rodičovského sexu nebo scény násilí. Někteří muži a ženy se příliš obávají, zda jsou v posteli dostatečně „dobří“, což často vede k psychickému nepohodlí a úplnému vyhýbání se sexuálnímu kontaktu. Takové obavy jsou často způsobeny nepříjemnými zkušenostmi; u chlapců se fobie může rozvinout po prvním pohlavním styku, pokud se něco během něj „pokazilo“, to může být třeba nedostatečná erekce nebo výsměch jejich partnerky. U dívek a žen se může fobie projevit z důvodu vaginismu, což je stav, kdy se svaly pochvy samovolně stahují při jakémkoli pokusu o penetraci. Na tomto základně může silná a přetrvávající bolest vést ke vzniku fobie. Muže jakéhokoliv věku zas mohou trápit potíže s erektilní dysfunkcí, které se jeví být taktéž zdrojem genofobie. I když je většina těchto poruch léčitelná, mohou vést k pocitům studu, stresu a komplexu méněcennosti během sexuální činnosti. Chorobný strach ze sexuálního styku se také mnohdy objevuje na pozadí jiných obav, proto existuje celá řada fobií, které jsou často spojovány s genofobií. Některé z nich mohou být:
- nosofobie – strach z nemocí a nákazy
- gymnofobie – strach z nahoty
- tokofobie – strach z těhotenství nebo porodu[7]
- heterofobie – strach z opačného pohlaví

## Léčba
Léčba genofobie vyžaduje pomoc psychologa, psychiatra a podle závažnosti situace rovněž i přítomnost dalších odborníků z oblastí gynekologie, urologie, fyziologie a sexuologie. Tato fobie se buď léčí léky (nejčastěji anxiolytiky ke snížení úzkosti) nebo terapií, která spočívá v podrobném popisu událostí v dětství i dospívání, z čehož lze následně identifikovat možné faktory, které výskyt fobie způsobily.